# Zalf Euromobil Fior
La Zalf Euromobil Fior era una squadra maschile italiana di ciclismo su strada, attiva dal 1984 al 2024 nella categoria dilettanti prima ed Elite/Under-23 poi. Basata a Castelfranco Veneto, la squadra negli anni si è distinta nel panorama delle gare dilettantistiche/Under-23 lanciando numerosi ciclisti nel professionismo. Dal 2021 al 2024 ha detenuto licenza di team Continental UCI.

## Storia
La società sportiva Zalf-Fior nasce nel 1982 dalla collaborazione tra Giancarlo ed Egidio Fior, gestori di un omonimo ristorante a Castelfranco Veneto, e dei fratelli Antonio, Fiorenzo, Giancarlo e Gaspare Lucchetta, fondatori del mobilificio Euromobil e detentori del marchio Zalf. L'anno dopo la società debutta come associazione cicloturistica: come colori sociali vengono scelti il verde, il bianco e il rosso nella particolare disposizione ancora in uso (maglia con parte superiore verde e parte inferiore a strisce bianco-rosse verticali). Risale invece alla stagione 1984 l'esordio nel ciclismo agonistico con un gruppo sportivo di 8 ciclisti dilettanti, tra cui i futuri professionisti Gianni Faresin e Flavio Vanzella, guidati in ammiraglia da Luciano Camillo e Luciano Marchesin.
Nel 1985 la rosa sale a dieci atleti, tra essi Maurizio Fondriest (capace di vincere due tappe al Giro d'Italia dilettanti e il Giro di Lombardia dilettanti), Federico Ghiotto e lo jugoslavo Primož Čerin, guidati dai ds Luciano Camillo e Cesare Pinarello. È anche grazie a Fondriest, passato professionista nel 1987 e divenuto a sorpresa campione del mondo pro nel 1988, che la squadra assume rilevanza nel panorama dilettantistico. Tra le tante vittorie di questi anni, con nomi come Endrio Leoni e Alessandro Bertolini, anche quelle dei Zalf in Nazionale: nel 1990 Mirco Gualdi diventa campione del mondo su strada dilettanti a Utsunomiya, e due anni dopo arriva la vittoria di Daniele Pontoni ai campionati del mondo di ciclocross. In mezzo, nel 1991, l'arrivo dell'ex professionista Luciano Rui come direttore sportivo.
Nei primi anni 1990 gareggiano in maglia Zalf ciclisti come Cristian Salvato (due volte medaglia d'oro mondiale nella cronometro a squadre), Gianluca Pianegonda e Paolo Savoldelli. Nel 1995 esordisce in squadra il napoletano Giuliano Figueras, il quale, oltre ad ottenere numerose vittorie (Giro delle Regioni, Trofeo ZSŠDI), nell'ottobre 1996 a Lugano chiude il biennio Zalf laureandosi campione del mondo Under-23; è inoltre una stagione che vede la Zalf vincere ben 42 gare, più del 50% di quelle cui prende parte. Nelle stagioni seguenti altri giovani di grande livello corrono con il team castellano, tra essi il varesino Ivan Basso, campione del mondo Under-23 nel 1998 a Valkenburg, ma anche Michele Scarponi (in rosa nel triennio 1998-2000), Manuel Quinziato (1998-2001), Andrea Moletta (1998-2002), Damiano Cunego (2000-2001) e Daniele Pietropolli (2000-2002). Spiccano inoltre i dati statistici delle stagioni 1997 e 1998, caratterizzate da 45 e 41 vittorie su strada rispettivamente.
Dopo gli anni delle grande vittorie, seguono stagioni meno eccezionali, segnate comunque dai successi di Emanuele Sella, Daniele Colli, Domenico Pozzovivo e Tiziano Dall'Antonia. A partire dal 2006 la Zalf decide di puntare maggiormente sui giovani; ciò nonostante già nel 2006 arrivano ben 42 trionfi (record in Italia), grazie soprattutto a ciclisti come Oscar Gatto (13 vittorie stagionali), Marco Bandiera e ad alcuni Under-23 al primo anno nella categoria come Sacha Modolo, Davide Malacarne e Simone Ponzi. Proprio Ponzi è protagonista nel 2007 con il titolo italiano Under-23 e nel 2008 con l'argento mondiale in linea di categoria; queste due stagioni vedono inoltre arrivare in squadra atleti come Gianluca Brambilla, Marco Benfatto, Enrico Battaglin e Sonny Colbrelli. Saranno proprio Battaglin, Colbrelli, ma anche Stefano Agostini e Andrea Pasqualon, i principali artefici dei successi della stagione 2010, che vede Zalf raggiungere il record storico di vittorie per il team, 46, e tra esse il Giro delle Regioni con Battaglin e il campionato nazionale Under-23 con Agostini. Lo stesso Battaglin nel 2011 riesce nell'impresa di vincere, da stagista per la Colnago-CSF Inox ma ancora tesserato Zalf, la Coppa Sabatini UCI per Elite; Matteo Busato è invece campione nazionale Elite senza contratto.
Dopo una certa flessione di risultati del 2012, con solo 14 vittorie, nel triennio 2013-2014-2015 arriva la riaffermazione come squadra italiana più titolata della categoria Elite/Under-23, con 59, 57 e 51 vittorie rispettivamente. Nel 2013 viene raggiunto il nuovo record societario di successi, grazie ad un gruppo composto da atleti come Andrea Zordan (campione nazionale), Paolo Simion, Nicolas Marini e Gianluca Leonardi, affiancati o sostituiti nel 2014 e 2015 da nomi in crescita come Daniele Cavasin, Gianni Moscon (campione nazionale 2015), Marco Maronese e Andrea Vendrame.

## Cronistoria

### Annuario
| Anno | Codice | Nome                        | Cat.        | Biciclette | Dirigenza                                                                           |
| ---- | ------ | --------------------------- | ----------- | ---------- | ----------------------------------------------------------------------------------- |
| 1984 | -      | Zalf-Fior                   | Dilettanti  | Pinarello  | Dir. sportivi: Luciano Camillo, Luciano Marchesin                                   |
| 1985 | -      | Glem Gas-Zalf-Fior          | Dilettanti  | Pinarello  | Dir. sportivi: Luciano Camillo, Cesare Pinarello                                    |
| 1986 | -      | Glem Gas-Zalf-Fior          | Dilettanti  | Pinarello  | Dir. sportivi: Luciano Camillo, Cesare Pinarello                                    |
| 1987 | -      | Zalf-Euromobil-Fior         | Dilettanti  | Pinarello  | Dir. sportivi: Luciano Camillo, Cesare Pinarello                                    |
| 1988 | -      | Zalf-Fior                   | Dilettanti  | Pinarello  | Dir. sportivi: Vendramino Bariviera, Luciano Camillo                                |
| 1989 | -      | Zalf-Euromobil-Fior         | Dilettanti  | Pinarello  | Dir. sportivi: Aldo Beraldo, Paolo Santello                                         |
| 1990 | -      | Zalf-Euromobil-Fior         | Dilettanti  | Pinarello  | Dir. sportivi: Aldo Beraldo, Mario Gazzola                                          |
| 1991 | -      | Zalf-Euromobil-Fior         | Dilettanti  | Pinarello  | Dir. sportivi: Aldo Beraldo, Luciano Rui                                            |
| 1992 | -      | Zalf-Euromobil-Fior         | Dilettanti  | Pinarello  | Dir. sportivi: Luciano Camillo, Luciano Rui                                         |
| 1993 | -      | Zalf-Euromobil-Fior         | Dilettanti  | Pinarello  | Dir. sportivi: Luciano Camillo, Luciano Rui                                         |
| 1994 | -      | Zalf-Euromobil-Fior         | Dilettanti  | Pinarello  | Dir. sportivi: Luciano Camillo, Luciano Rui                                         |
| 1995 | -      | Zalf-Euromobil-Fior         | Dilettanti  | Pinarello  | Dir. sportivi: Luciano Camillo, Luciano Rui                                         |
| 1996 | -      | Zalf-Euromobil-Fior         | Elite 2     | Pinarello  | Dir. sportivi: Luciano Camillo, Luciano Rui                                         |
| 1997 | -      | Zalf-Euromobil-Fior         | Elite 2     | Pinarello  | Dir. sportivi: Luciano Camillo, Luciano Rui                                         |
| 1998 | -      | Zalf-Euromobil-Fior         | Elite 2     | Pinarello  | Dir. sportivi: Luciano Camillo, Luciano Rui                                         |
| 1999 | -      | Zalf-Euromobil-Fior         | Elite 2     | Pinarello  | Dir. sportivi: Luciano Camillo, Luciano Rui                                         |
| 2000 | -      | Zalf-Euromobil-Fior         | Elite 2     | Pinarello  | Dir. sportivi: Luciano Camillo, Luciano Rui                                         |
| 2001 | -      | Zalf-Euromobil-Fior         | Elite 2     | Pinarello  | Dir. sportivi: Luciano Camillo, Luciano Rui                                         |
| 2002 | -      | Zalf-Euromobil-Fior         | Elite 2     | Pinarello  | Dir. sportivi: Luciano Camillo, Luciano Rui                                         |
| 2003 | -      | Zalf-Désirée-Fior           | Elite 2     | Pinarello  | Dir. sportivi: Luciano Camillo, Luciano Rui                                         |
| 2004 | -      | Zalf-Désirée-Fior           | Elite 2     | Pinarello  | Dir. sportivi: Luciano Camillo, Luciano Rui                                         |
| 2005 | -      | Zalf-Désirée-Fior           | Elite 2     | Pinarello  | Dir. sportivi: Luciano Camillo, Luciano Rui                                         |
| 2006 | -      | Zalf-Désirée-Fior           | Elite 2     | Battaglin  | Dir. sportivi: Luciano Camillo, Luciano Rui                                         |
| 2007 | -      | Zalf-Désirée-Fior           | Elite 2     | Battaglin  | Dir. sportivi: Luciano Camillo, Luciano Rui, Gianni Faresin                         |
| 2008 | -      | Zalf-Désirée-Fior           | Elite 2     | Pinarello  | Dir. sportivi: Luciano Camillo, Luciano Rui, Gianni Faresin                         |
| 2009 | -      | Zalf-Désirée-Fior           | Elite 2     | Pinarello  | Dir. sportivi: Luciano Camillo, Luciano Rui, Gianni Faresin                         |
| 2010 | -      | Zalf-Désirée-Fior           | Elite 2     | Pinarello  | Dir. sportivi: Luciano Camillo, Luciano Rui, Gianni Faresin                         |
| 2011 | -      | Zalf-Désirée-Fior           | Elite 2     | Pinarello  | Dir. sportivi: Luciano Camillo, Luciano Rui, Gianni Faresin                         |
| 2012 | -      | Zalf-Euromobil-Désirée-Fior | Elite 2     | Pinarello  | Dir. sportivi: Luciano Rui, Luciano Camillo, Gianni Faresin                         |
| 2013 | -      | Zalf-Euromobil-Désirée-Fior | Elite 2     | Pinarello  | Dir. sportivi: Luciano Rui, Luciano Camillo, Gianni Faresin                         |
| 2014 | -      | Zalf-Euromobil-Désirée-Fior | Elite 2     | Pinarello  | Dir. sportivi: Luciano Rui, Alessandro Bertolini, Luciano Camillo, Gianni Faresin   |
| 2015 | -      | Zalf-Euromobil-Désirée-Fior | Elite 2     | Pinarello  | Dir. sportivi: Luciano Rui, Luciano Camillo, Gianni Faresin, Fabio Mazzer           |
| 2016 | -      | Zalf-Euromobil-Désirée-Fior | Elite 2     | Pinarello  | Dir. sportivi: Luciano Rui, Luciano Camillo, Gianni Faresin, Fabio Mazzer           |
| 2017 | -      | Zalf-Euromobil-Désirée-Fior | Elite 2     | Pinarello  | Dir. sportivi: Luciano Rui, Gianni Faresin, Fabio Mazzer                            |
| 2018 | -      | Zalf-Euromobil-Désirée-Fior | Elite 2     | Pinarello  | Dir. sportivi: Luciano Rui, Gianni Faresin, Fabio Mazzer                            |
| 2019 | -      | Zalf-Euromobil-Désirée-Fior | Elite 2     | Pinarello  | Dir. sportivi: Luciano Rui, Gianni Faresin, Fabio Mazzer                            |
| 2020 | -      | Zalf-Euromobil-Désirée-Fior | Elite 2     | Pinarello  | Dir. sportivi: Luciano Rui, Ilario Contessa, Mauro Busato, Fabio Mazzer             |
| 2021 | ZEF    | Zalf Euromobil Fior         | Continental | Pinarello  | Manager: Egidio Fior Dir. sportivi: Ilario Contessa, Mauro Busato, Gianni Faresin   |
| 2022 | ZEF    | Zalf Euromobil Fior         | Continental | Pinarello  | Manager: Egidio Fior Dir. sportivi: Gianni Faresin, Mauro Busato, Filippo Rocchetti |
| 2023 | ZEF    | Zalf Euromobil Fior         | Continental | Pinarello  | Manager: Egidio Fior Dir. sportivi: Gianni Faresin, Mauro Busato, Filippo Rocchetti |
| 2024 | ZEF    | Zalf Euromobil Fior         | Continental | Pinarello  | Manager: Egidio Fior Dir. sportivi: Gianni Faresin, Renato Caramel                  |

## Palmarès
Aggiornato al 31 dicembre 2021.

### Campionati nazionali
- Campionati italiani su strada: 9

In linea Dilettanti: 1992 (Alessandro Bertolini)
In linea Under-23: 2007 (Simone Ponzi); 2010 (Stefano Agostini); 2013 (Andrea Zordan); 2015 (Gianni Moscon); 2021 (Gabriele Benedetti)
Cronometro Under-23: 2005 (Tiziano Dall'Antonia)
In linea Elite senza contratto: 2011 (Matteo Busato); 2017 (Gianluca Milani)
- Campionati rumeni su strada: 2

In linea: 2013 (Andrei Nechita)
Cronometro: 2013 (Andrei Nechita)

## Organico 2024
Aggiornato al 31 dicembre 2024.

### Staff tecnico
|  | Naz.              | Ruolo | Sportivo       |  |  |  |
|  | ----------------- | ----- | -------------- |  |  |  |
|  | Italia (bandiera) | RT    | Egidio Fior    |  |  |  |
|  | Italia (bandiera) | DS    | Gianni Faresin |  |  |  |
|  | Italia (bandiera) | DS    | Renato Caramel |  |  |  |

### Rosa
|  | Naz.                 |  | Sportivo          | Anno |  |  |
|  | -------------------- |  | ----------------- | ---- |  |  |
|  | Italia (bandiera)    |  | Samuele Bonetto   | 2003 |  |  |
|  | Italia (bandiera)    |  | Tommaso Cafueri   | 2005 |  |  |
|  | Italia (bandiera)    |  | Matteo Cettolin   | 2005 |  |  |
|  | Italia (bandiera)    |  | Cesare Chesini    | 2004 |  |  |
|  | Italia (bandiera)    |  | Giovanni De Carlo | 2000 |  |  |
|  | Italia (bandiera)    |  | Matteo De Monte   | 2005 |  |  |
|  | Italia (bandiera)    |  | Andrea Guerra     | 2001 |  |  |
|  | Italia (bandiera)    |  | Federico Iacomoni | 2002 |  |  |
|  | Italia (bandiera)    |  | Stefano Leali     | 2004 |  |  |
|  | Danimarca (bandiera) |  | Dennis Lock       | 2002 |  |  |
|  | Italia (bandiera)    |  | Tommaso Nencini   | 2000 |  |  |
|  | Italia (bandiera)    |  | Simone Raccani    | 2001 |  |  |
|  | Italia (bandiera)    |  | Lorenzo Ursella   | 2003 |  |  |